# ايمانويل كوريز
ايمانويل كوريز (بالفرنسية: Emmanuel Corrèze) هو لاعب كرة قدم فرنسي في مركز الوسط، ولد في 9 مارس 1982 في آرل في فرنسا. لعب مع أولمبيك مارسيليا وبيرسخوت إيه سي ونادي أرليه أفينيون ونادي جازيليك أجاكسيو ونيم أولمبيك.

## وصلات خارجية
- ايمانويل كوريز على موقع قاعدة بيانات كرة القدم.إي يو (الإنجليزية)
- ايمانويل كوريز على موقع Soccerway.com (الإنجليزية)